# Günther Wirth
Günther Wirth (Dresda, 9 gennaio 1933 – 13 novembre 2020) è stato un calciatore tedesco orientale dal 1990 tedesco, di ruolo attaccante.

## Carriera
Gunther Wirth è stato un calciatore tedesco orientale nato a Dresda il 9 gennaio 1933. All'età di 18 anni fa l'esordio con il Motor Oberschoneweide dove resta per 3 stagioni, poi nel 1954 passa al Worwarts Berlino dove resta fino al 1965 anno in cui si ritirerà.
Con la nazionale della Germania Est Wirth colleziona 28 presenze e 11 gol.
Wirth muore il 13 novembre 2020 a Dresda.